# Uwe Prenzel
Uwe Prenzel (Sebnitz, 15 giugno 1966) è un ex combinatista nordico tedesco.
Fino alla riunificazione della Germania (1990) gareggiò per la nazionale tedesca orientale.
È fratello di Thomas, a sua volta combinatista nordico di alto livello.

## Biografia
In Coppa del Mondo esordì il 9 gennaio 1988 a Sankt Moritz (5°) e ottenne l'unico podio il 18 marzo successivo a Oslo (3°).
In carriera prese parte a un'edizione dei Giochi olimpici invernali, Calgary 1988 (4° nell'individuale, 5° nella gara a squadre), e a una dei Campionati mondiali, Oberstdorf 1987 (6° nella gara a squadre).

## Palmarès

### Coppa del Mondo
- Miglior piazzamento in classifica generale: 7º nel 1988
- 1 podio (individuale):
  - 1 terzo posto